# ملا ملری
 ملا ملری (انگلیسی: Molla Mallory؛ زاده ۶ مارس ۱۸۸۴ درگذشته ۲۲ نوامبر ۱۹۵۹) یک تنیس‌باز اهل ایالات متحده آمریکا بود.